# Philips Angel II

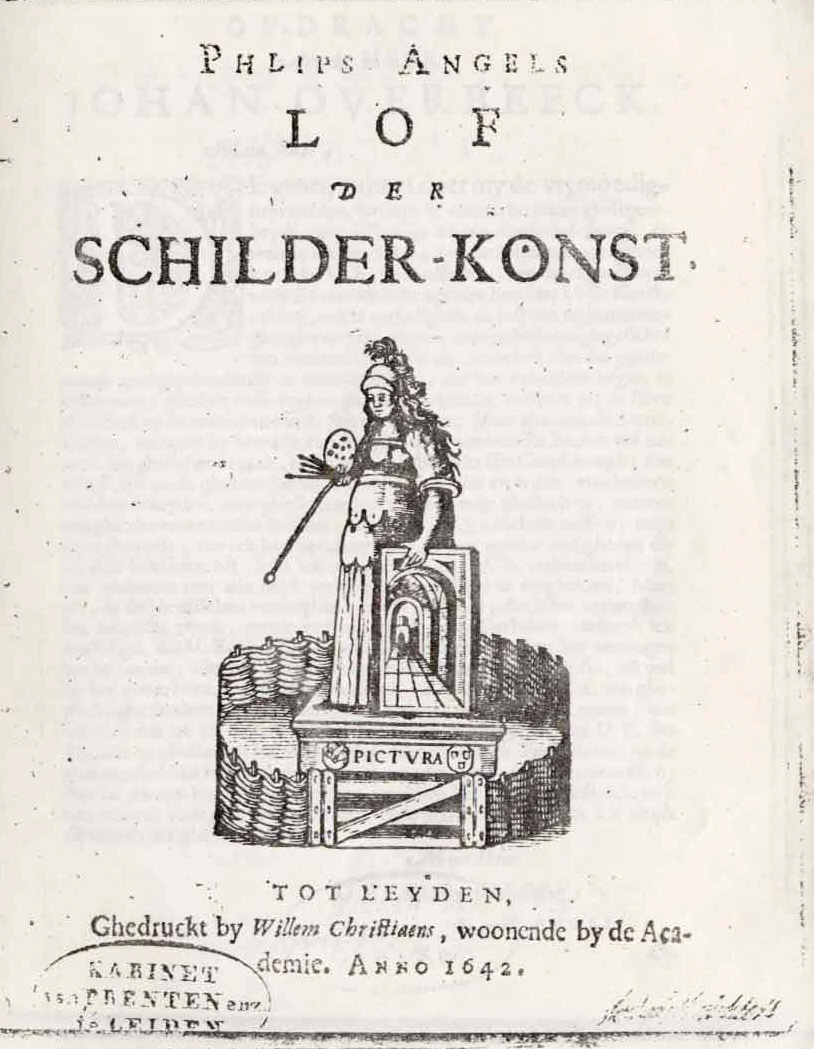
L'elogio della pittura costante (1642)

Philips Angel II (Leida, 1618 – Batavia, 11 luglio 1664) è stato un pittore, incisore, illustratore, commerciante, notaio e scrittore olandese del secolo d'oro.

## Biografia
Cugino di Philips Angel I, fu attivo nella sua città natale dal 1637 al 1645: è datata 1637 un'incisione rappresentante una mano con una testa d'uomo. Nel 1638 entrò a far parte della locale Corporazione di San Luca come maestro. Si sposò nel 1639. Nel 1642, nel giorno di San Luca, tenne un discorso poi pubblicato con il titolo Elogio della pittura costante. Il 15 dicembre 1643 fece testamento ed il 4 aprile 1645 aderì al VOC e si trasferì nelle Indie Orientali, a Batavia, dove rimase, pur con interruzioni, fino al 1665. Tra il 1651 ed il 1656 visse in Persia, a Isfahan, dove fu maestro di disegno di Shah Abbas II, nipote di Shah Abbas il grande.